# 陳九成 (嘉靖舉人)
陳九成（16世紀—16世紀），字子韶，廣東肇庆府高要縣人，明朝政治人物。

## 生平
陈九成是嘉靖十九年（1540年）庚子科廣東鄉試舉人，任英山县教谕，转应天府儒学教授、国子助教，嘉靖三十三年（1554年）正月召拜山西道监察御史，巡按甘肃，三十五年三月掌吏部事大学士李本奉诏考察不职科道官共三十八人，以不謹罢归。居家俭素，未尝以非道干人，曾修《肇庆府志》。

## 引用
1. ↑  《明世宗肃皇帝实录卷之四百六》：嘉靖三十三年正月甲子，选授中书舍人郭立彦、行人阎望云、顾弘潞、丘橓、推官陈嘉谟、陈典、徐应、高鹤、知县丘岳、黄谦、张益、张师载为给事中，岳吏科；嘉谟、典、谦俱户科；应礼科；望云、弘潞俱兵科；益、橓俱刑科；立彦工科；师载南京吏科；鹤南京户科。中书舍人崔栋、行人杨羙益、丘文学、邵惟中、助教陈九成、郑钥、推官李凤毛、潘季驯、王极、知县于业、尹庭、马斯臧、阴秉旸、苟頴、王用贤、左柱、叶恩、张师价、徐敦、张循为试监察御史，业河南道；凤毛浙江道；季驯江西道；极福建道；庭湖广道；斯臧广东道；秉旸广西道；羙益山东道；栋、九成俱山西道；頴、用贤俱陕西道；钥四川道；柱云南道；恩南京河南道；师价南京浙江道；敦南京江西道；文学南京福建道；惟中南京广东道；循南京陕西道。九月，命浙江等道试御史李凤毛、尹庭、崔栋、于业、王极、苟頴、杨羙益、阴秉旸、马斯臧、郑钥、左柱、陈九成、王用贤等实授。
2. ↑  《高要县志》：陈九成字子韶，高要人，举嘉靖庚子乡试，教谕英山，转应天府学教授、国子助教，召拜山西道监察御史，出案甘肃，罢归。居家俭素，未尝以非道干人，尝修郡志。